# Philippe Liégeois
Philippe Liégeois (Durbuy, 8 juli 1947) is een Belgische striptekenaar en -scenarist. Hij tekent onder het pseudoniem Turk.
In 1967 tekende hij het korte stripverhaal Dikkie Doribus  in het stripweekblad Robbedoes. Datzelfde jaar ontmoette hij Bob de Groot, met wie hij vanaf 1969 de komische stripseries Robin Hoed  en Leonardo maakte. Later nam het duo de serie Clifton over van Raymond Macherot.
Op scenario van Frédéric Seron tekende hij de strip Dokter Geluk. Er verschenen drie albums.

## Pseudoniem
Liégeois gebruikt zijn pseudoniem "Turk" voor het eerst bij een kortverhaal rond Eustache Trompe (buis van Eustachius), dat woordspelingen bevat als knipoog naar Olivier Blunder (Frans: Achille Talon, vrij vertaald: achilleshiel) van Greg, pseudoniem van Michel Regnier. De naam "Turk" is eveneens een knipoog naar Greg: "Greg" wordt in het Frans uitgesproken zoals het Frans voor Grieks ("Grec"), wat Liégeois tot de naam "Turk" bracht, verwijzend naar "Turc" ("Turks").